# Тушишвили, Гурам
Гурам Тушишвили (груз. გურამ თუშიშვილი–; род. 5 февраля 1995, Коджори, Квемо-Картли) — грузинский дзюдоист, серебряный призёр Олимпийских игр 2020 года, двукратный чемпион мира (2018, 2025), четырёхкратный чемпион Европы (2017, 2019, 2025).

## Биография
Гурам Тушишвили родился 5 февраля 1995 года.
Женат. Супругу зовут Ани. Есть дочь Сесили.

## Карьера
Начал заниматься дзюдо в 2007 году в клубе «2005 Шевардени». По воспоминаниям Гурама, вдохновил на занятия дзюдо его отец, который занимался этим видом спорта. Ранее Тушишвили занимался футболом.
Гурам Тушишвили выиграл турнир Большого шлема в 2017 году в категории свыше 100 кг в Баку. В том же году он выиграл две золотые медали на чемпионате Европы по дзюдо в Варшаве: индивидуальную и в составе команды Грузии. В сентябре того же года, на чемпионате мира, он проиграл в полуфинале Тедди Ринеру. Утешительные поединки также не принесли ему успеха, в итоге он стал пятым. Грузия дошла до четвертьфинала в командном турнире и финишировала на седьмом месте. Тушишвили также участвовал на чемпионате мира в абсолютной весовой категории в Марракеше, где уступил Ринеру в 1/16 финала. В 2017 году грузинский дзюдоист завоевал золото турнира Мастерс в Санкт-Петербурге.
В 2018 году на чемпионате Европы не сумел завоевать медаль, проиграв в схватке за бронзу. На чемпионате мира 2018 года в Баку, в весовой категории свыше 100 кг, одержал победу во всех своих поединках и завоевал золотую медаль. Тушишвили выиграл турнир Мастерс в Гуанчжоу.
В 2019 году Гурам Тушишвили завоевал золото на Европейских играх в Минске. Так как этот турнир также включает в себя чемпионат Европы, он завоевал и этот титул. На чемпионате мира в Токио Гурам Тушишвили проиграл в поединке за бронзовую медаль.
В 2020 году на чемпионате Европы в ноябре в чешской столице, Гурам смог завоевать бронзовую медаль в весовой категории свыше 100 кг. В полуфинале он уступил россиянину Иналу Тасоеву.
В апреле 2021 года на чемпионате Европы в Лиссабоне, спортсмен из Грузии в весовой категории свыше 100 кг завоевал бронзовую медаль. Принял участие на Олимпийских играх 2020 года, которые были перенесены из-за пандемии коронавируса на один год. В весовой категории свыше 100 килограммов Тушишвили в первом раунде победил таджикского спортсмена Темура Рахимова, а в четвертьфинале бразильца Рафаэла Силву (оба поединка завершились с оценкой иппон в пользу Тушишвили). В полуфинале грузинский дзюдоист победил россиянина Тамерлана Башаева, получив оценки вадза-ари и иппон в рамках одного поединка. В финале Тушишвили проиграл олимпийскому чемпиону 2016 года в категории до 100 килограммов чеху Лукашу Крпалеку и стал серебряным призёром.
Весной 2024 года на предолимпийском чемпионате мира, который состоялся в Объединённых Арабских Эмиратах, Гурам завоевал серебряную медаль. В финале он уступил сопернику из Южной Кореи Кииму Минджону.
В июне 2025 года на чемпионате мира в Будапеште в весовой категории свыше 100 кг завоевал серебряную медаль. В схватке за титул уступил спортсмену из России Иналу Тасоеву. В командном первенстве завоевал золотую медаль, победив спортсменов из Кореи.